# أوشيما
أوشيما هي جزيرة تقع في محافظة إهيمه،اليابان.